# Pointe de Charbonnel
Pour les articles homonymes, voir Charbonnel.
La pointe de Charbonnel (3 752 m) est le point culminant des Alpes grées, dans la vallée de la Maurienne en Savoie.
Le versant nord du sommet est coiffé d'un glacier suspendu.

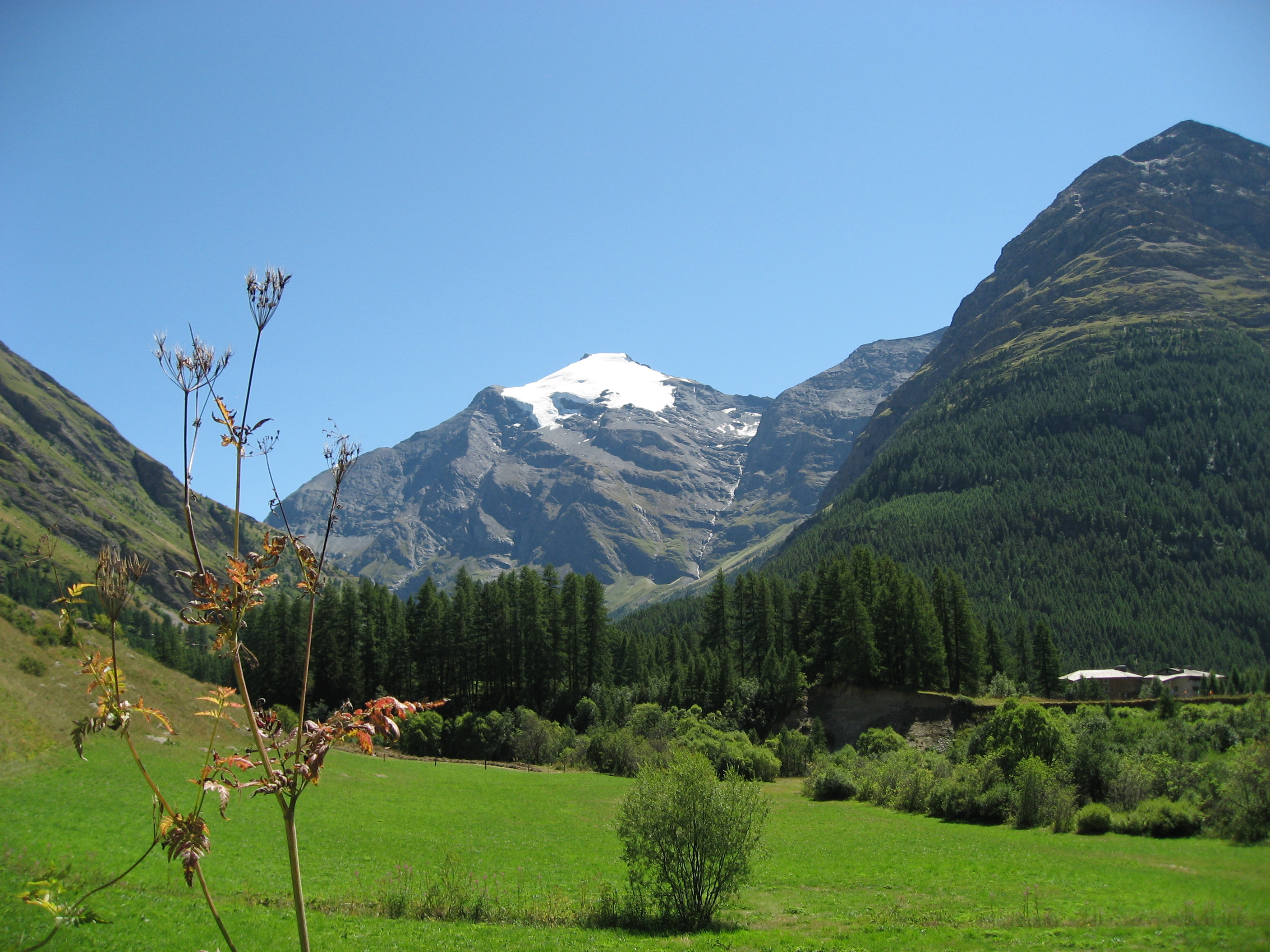
Depuis la Haute-Maurienne
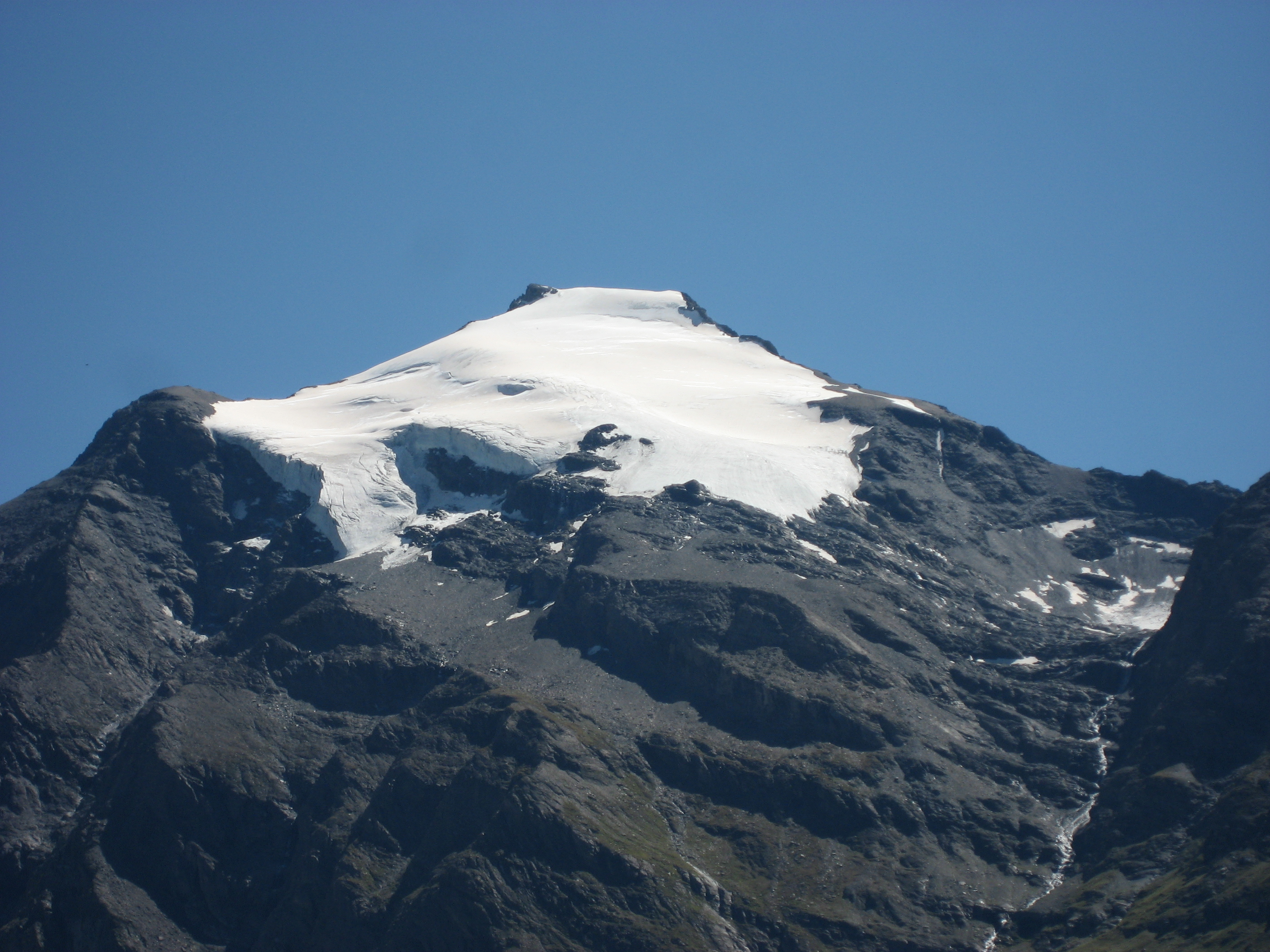
Depuis la Haute-Maurienne